# Catapyrgus fraterculus
Catapyrgus fraterculus е вид охлюв от семейство Hydrobiidae. Видът е почти застрашен от изчезване.

## Разпространение и местообитание
Разпространен е в Нова Зеландия (Южен остров).
Обитава сладководни басейни и потоци.